# Geeraard de Duivelsteen

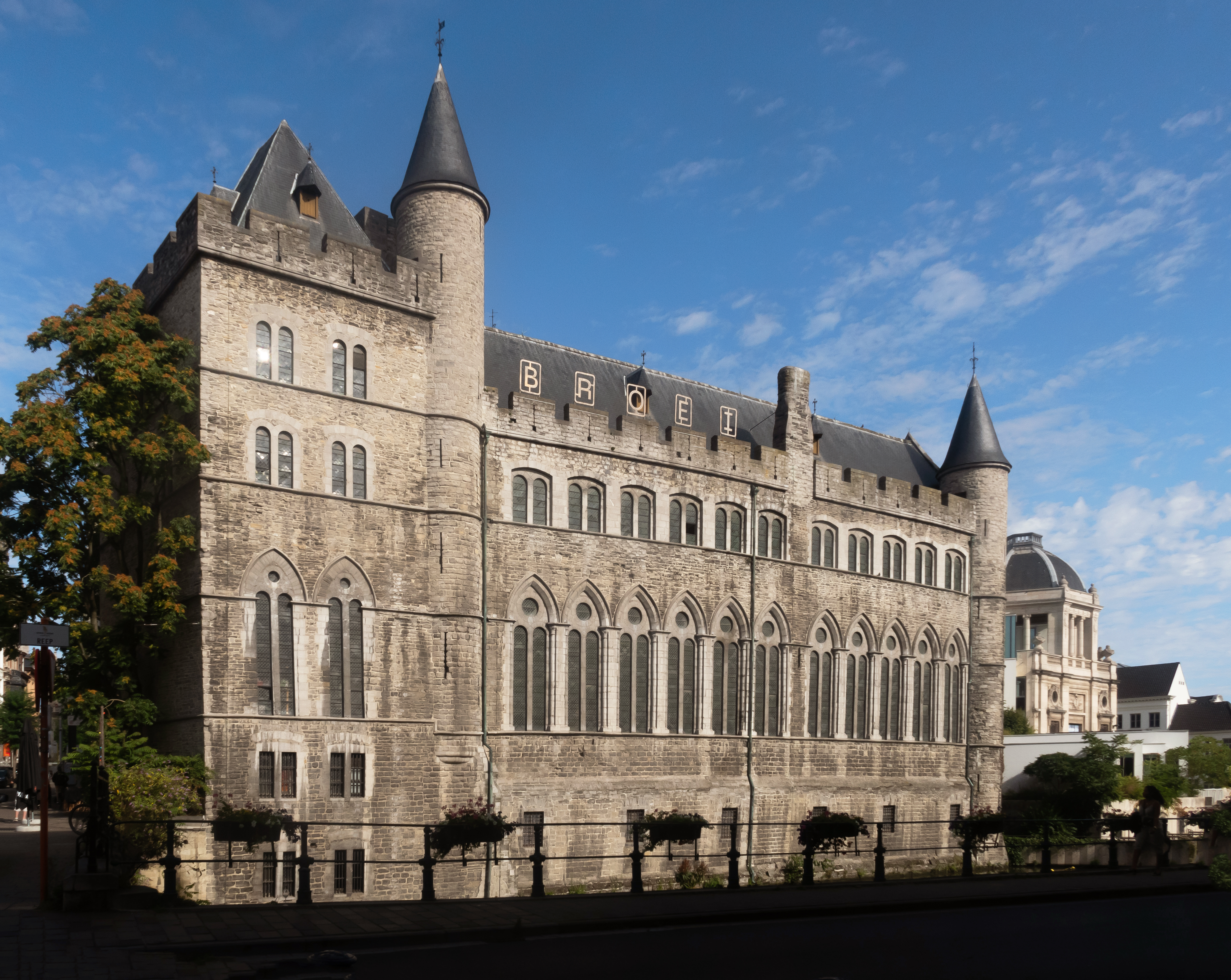
Geeraard de Duivelsteen

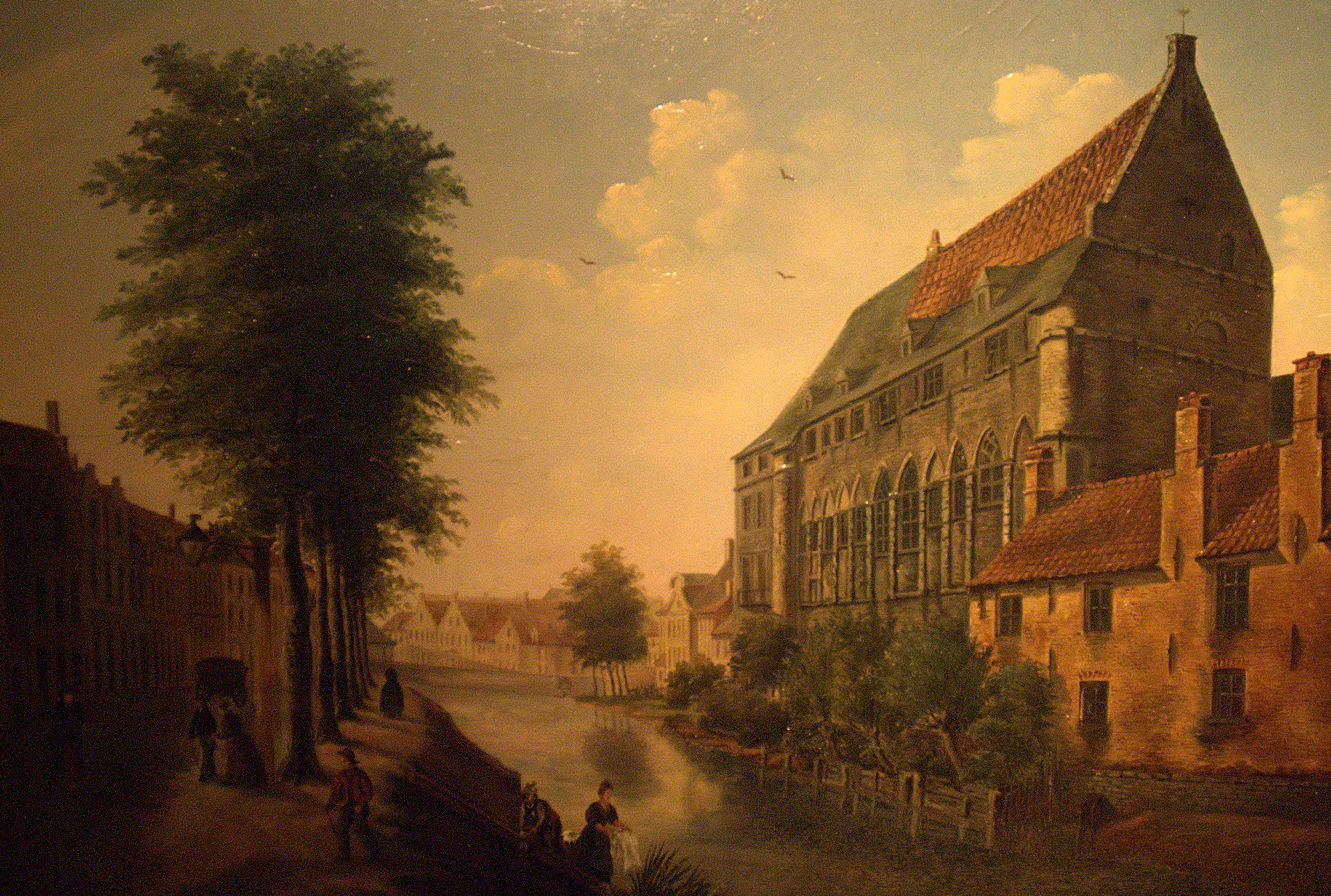
Het steen op een 19e-eeuws schilderij van Joseph Van Haerde

Het Geeraard de Duivelsteen is een gebouw in de Belgische stad Gent. Het steen speelde een belangrijke rol bij de verdediging van de Portus aan de Reep, een handelsnederzetting die aan de wieg stond van het ontstaan van Gent.
Het is een voormalig gotisch steen (stenen huis van een edelman) uit de 13e eeuw, genoemd naar ridder Geeraard van Gent, bijgenaamd de Geeraard de Duivel. Hij was de derde zoon van een burggraaf van Gent, Zeger III.
Het gebouw werd in de 14e eeuw eigendom van de stad. Het vervulde in de loop van de eeuwen diverse functies: ridderverblijf, wapenarsenaal, klooster, school, bisschoppelijk seminarie, krankzinnigengesticht en gevangenis tot het Rasphuis aan de Coupure die taak in 1775 overnam. In 1830 werd er een brandweerkazerne ingericht.
Op het einde van de 19e eeuw werd het Geraard de Duivelsteen aangekocht door het rijk om er het Rijksarchief van Gent in onder te brengen. Onder leiding van Arthur Verhaegen werd het gebouw tussen 1891 en 1908 gerestaureerd en uitgebreid met een nieuwe vleugel, waarin onder meer de leeszaal en de kantoren van het archiefpersoneel werden ondergebracht. Tot in 2015 bleef het gebouw in gebruik als archief. In 2016 werd het voor 2.205.000 euro gekocht door de Gentse holding NV Koiba. Het gebouw wordt omgebouwd tot een jongerencentrum. Daarnaast komen er nog enkele woonunits; de vroegere kaaimuur wordt hersteld.
Het gebouw onderging sedert de middeleeuwen zoveel veranderingen dat het door de laatste restauratie in de 19e eeuw te veel verlaagd vierkanten donjon (links op de foto) nog nauwelijks te herkennen is. Toch kan deze donjon wijzen op een functie die verwijst naar een ouder verleden. De donjon, gelegen langs de gedeeltelijk gedempte Schelde en binnen de halfcirkelvormige gracht uit de 9e eeuw die het toenmalige Gent omsloot, kan toen een verdedigende functie hebben gehad. 

## In populaire cultuur
- Het Geeraard de Duivelsteen komt in drie stripalbums van Nero voor, telkens als het huis van de demon Geeraard de Duivel: De Hoed van Geeraard de Duivel (1950), De Terugkeer van Geeraard de Duivel (1983) en De Kolbak van How (1993-1994).
- Het gebouw speelt ook een belangrijke rol in het stripalbum Gerard de Duivel van Jan Bucquoy (scenario) en Tito (tekeningen).

## Galerij

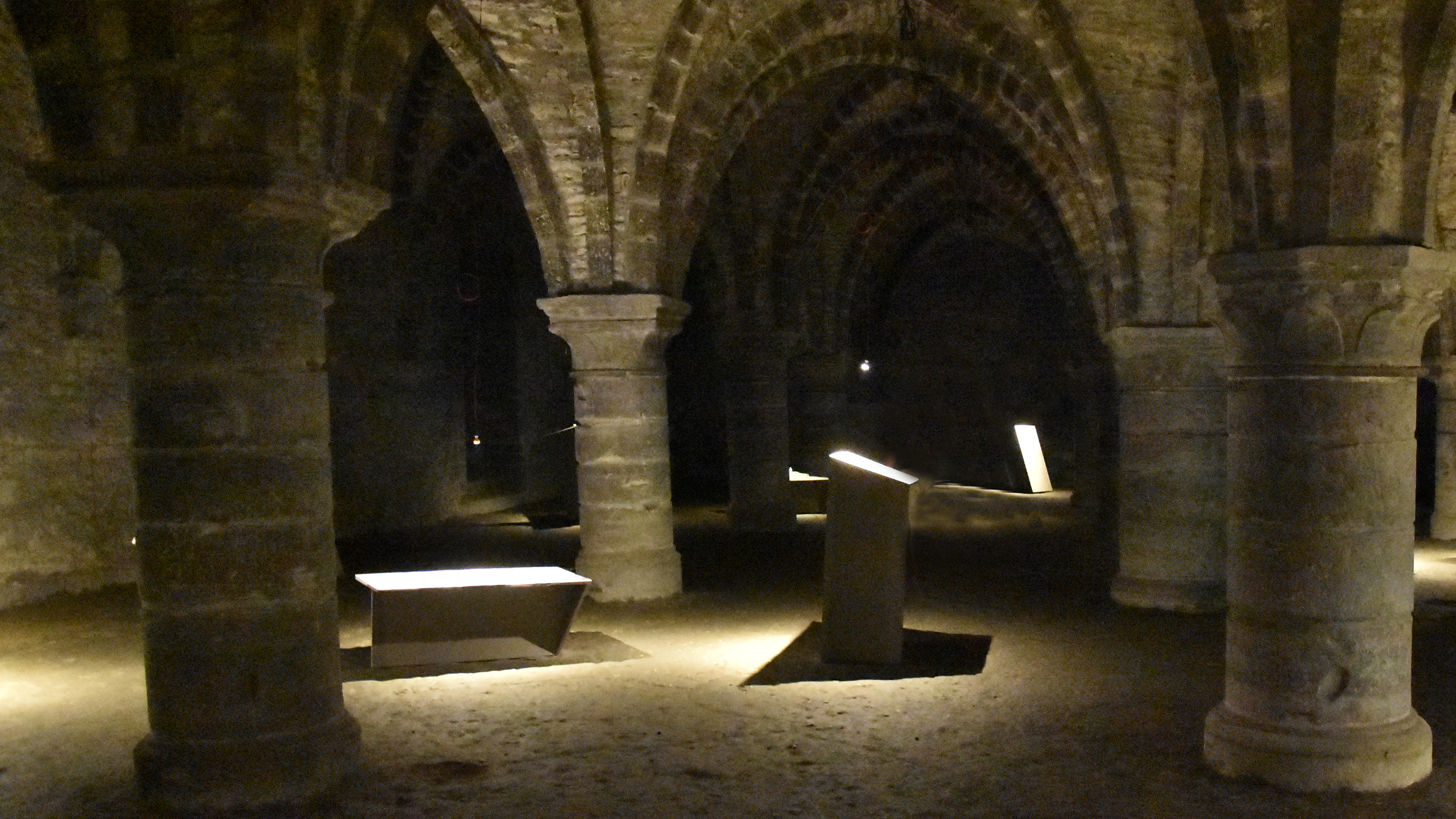
De waterhal
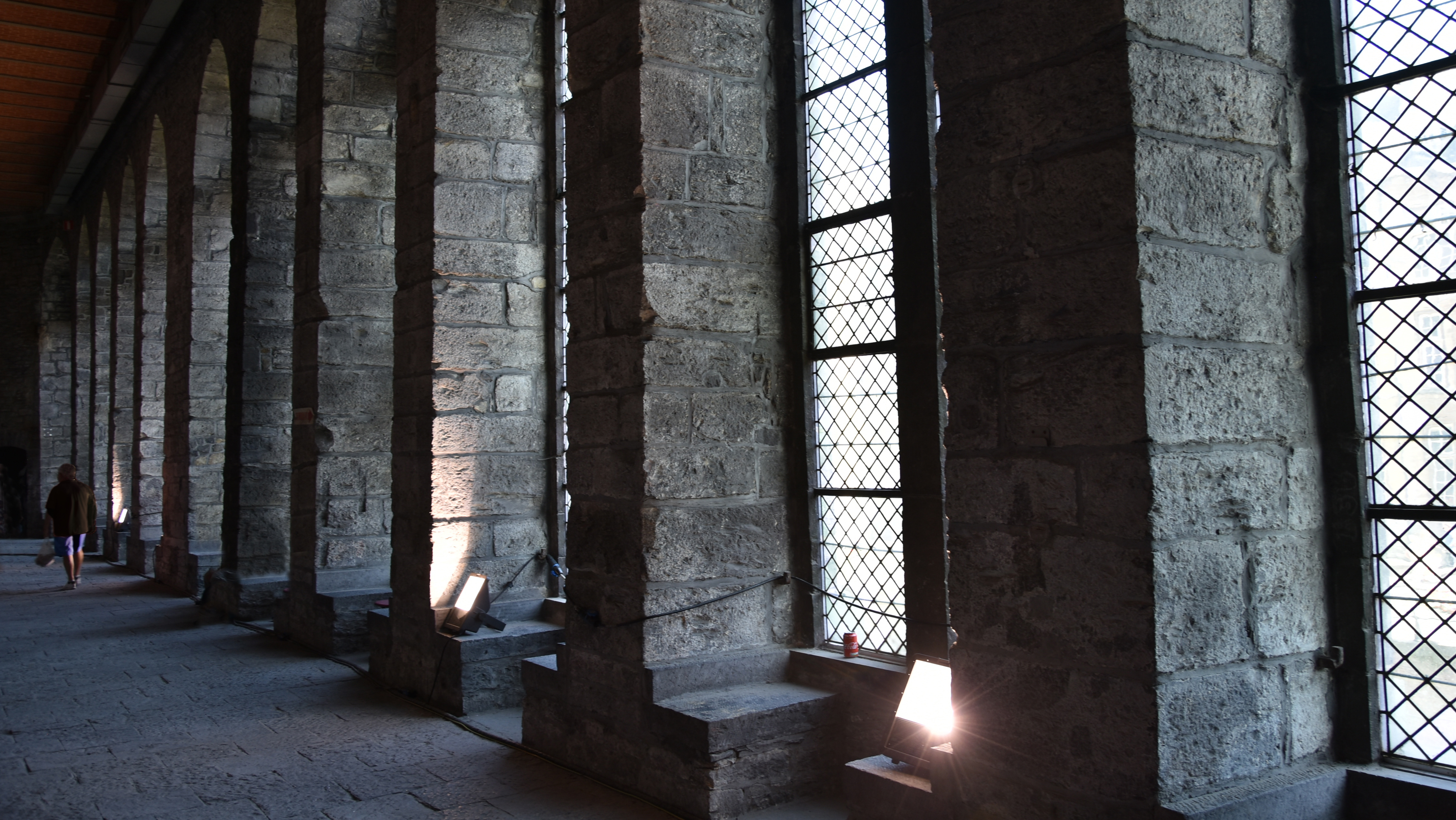
Interieur